# Galanta
Galanta (in ungherese Galánta, in tedesco Gallandau) è una città della Slovacchia, capoluogo del distretto omonimo, nella regione di Trnava. Da questa località ha preso il nome la composizione Danze di Galánta del musicista magiaro Zoltan Kodaly.

## Amministrazione

### Gemellaggi
- Albignasego, dal 2007